# دانمارک در المپیک تابستانی ۱۹۳۲
دانمارک در بازی‌های المپیک تابستانی ۱۹۳۲ که در شهر لس آنجلس برگزار شد، کاروان دانمارک با ۴۳ ورزشکار در این رقابت‌ها شرکت کرد و موفق به کسب ۶ مدال (۰ طلا، ۳ نقره، ۳ برنز) شد. در جدول رتبه‌بندی توزیع مدال‌ها، دانمارک در ردهٔ ۲۰ مسابقات قرار گرفت.